# Otto Kraul
Otto Kraul (né en 1892, mort en 1972) est un capitaine, chasseur de baleine et explorateur polaire allemand.

## Biographie
Vers 1908, Kraul passe deux mois sur un voilier à Honolulu. Au début de la Première Guerre mondiale, Kraul arrive à Buenos Aires comme marin d'un paquebot américain. Il n'a pas envie de s'engager dans la marine militaire. Ses relations avec un ancien camarade l'incitent à monter à bord du Tijuca, un navire de la Compañía Argentina de Pesca, qui participe à la chasse à la baleine en Géorgie du Sud. Après la guerre, il retourne en Allemagne et intègre l'École maritime de Brême.
En tant qu'officier de marine, il participe de nouveau à la chasse à la baleine puis obtient le brevet de capitaine à Brême. Il exerce le long des côtes argentines de la Patagonie, jusqu'à l'interdiction de travailleurs étrangers à bord des bateaux argentins en 1931. En 1930, il revient en Allemagne et fait la connaissance à Brême de Carl Kircheiss. En 1931, Kraul accepte la proposition de prendre part à la première expédition baleinière soviétique. L'expédition se compose de quatre navires : Aleut, Entusiast (le navire de Kraul), Avangard et Trudfront. Après une escale à Kingston, elle prend le canal de Panama et voit sa première baleine à l'île Socorro. Le 28 novembre 1932, l'expédition fait escale à Honolulu pour prendre de l'eau et finit à Vladivostok le 8 décembre 1932. Otto Kraul travaille pour les baleiniers soviétiques jusqu'en 1935.
En 1935, Kraul retourne en Allemagne pour être le capitaine du premier baleinier sous pavillon allemand, le Jan Wellem. Le navire fait trois voyages dans la région antarctique sous son commandement jusqu'à la Seconde Guerre mondiale.
Otto Kraul collabore à l'expédition antarctique allemande de 1938-1939, entre le 17 décembre 1938 et le 11 avril 1939, qui vise la côte de la Princesse-Martha. L'expédition à bord du Schwabenland permet de découvrir de nouvelles régions montagneuses et de poser des drapeaux allemands, afin d'appuyer les revendications territoriales de la Nouvelle-Souabe. L'expédition quitte les côtes antarctiques le 6 février 1939 et fait sur le chemin du retour d'autres études océanographiques autour de l'île Bouvet et de Fernando de Noronha.
En 1941, il est chargé des navires météorologiques Sachsen et München, navires auxiliaires de la Kriegsmarine.

## Hommages
- Les monts Kraul, dans la Terre de la Reine-Maud.
- Le canyon Kraul, un canyon sous-marin au large de la Terre de la Reine-Maud, découvert en 1991.

## Source de la traduction
- (de) Cet article est partiellement ou en totalité issu de l’article de Wikipédia en allemand intitulé « Otto Kraul » (voir la liste des auteurs).

1. ↑  (en) Ian B. Hart, Pesca : The history of Compañía Argentina de Pesca Sociedad Anónima of Buenos Aires : an account of the pioneer modern whaling and sealing company in the Antarctic, Aidan Ellis, 2001, 548 p. (ISBN 978-0-85628-299-7, lire en ligne), p. 228
2. ↑  (de) Carl Kircheiss, Wal hooo! Weltreisen mit Harpunen, Angelhaken und Netzen, Rendsburg, Wilkens, 1950 (p. 200)
3. ↑  (en) W. Wilfried Schuhmacher : A soviet whaling expedition at Honolulu in 1932, The Hawaiian Journal of History, vol. 26, 1992 (lire en ligne), p. 255-257
4. ↑  (en) Johan Nicolay Tønnessen, Arne Odd Johnsen, The history of modern Whaling, Londres, C. Hurst & Co., 1982, 798 p. (ISBN 978-0-905838-23-6, lire en ligne)
5. ↑  (en) David Kahn, Seizing the Enigma : The Race to Break the German U-Boat Codes, 1939-1943, Houghton Mifflin Company, 1991, 336 p. (ISBN 978-0-395-42739-2), p. 149